# Limnephilus sitchensis
Limnephilus sitchensis là một loài Trichoptera trong họ Limnephilidae. Chúng phân bố ở miền Tân bắc.